# Bryocella
Bryocella é um gênero de bactérias Gram-negativas, não formadoras de esporos, aeróbias, em forma de bastonete, da família Acidobactericeae dentro da subdivisão 1 do filo Acidobacteria. A espécie típica do gênero é Bryocella elongata.